# Dragpa Gyaltsen (Phagmodrupa)
Dragpa Gyaltsen (1374-1432) was de zesde vorst uit de Phagmodru-dynastie van 1385 tot 1432, wat de heersende dynastie in Tibet was van 1354 tot 1435. Zijn regering was relatief rustig. Hij was niettemin de laatste Phagmodru-vorst die de gehele macht had over de centrale delen van Tibet (U-Tsang).

## Jeugd en monastieke opleiding
Dragpa Gyaltsen was de oudste zoon van Shakya Rinchen; zijn moeder was Zina Rinchen Som. Hij werd beschouwd als de incarnatie van Jamyang (Manjushri), de bodhisattva van wijsheid.
Net als de andere Phagmodrupa kreeg hij een monastieke opvoeding. Hij werd in 1380 ingewijd als lama in de Tsetang Gompa bij Tsetang. Vijf jaar later werd hij benoemd tot regent (desi) door een factie die zich afzette tegen de regerende vorst Sonam Dragpa. Zijn ooms aan moederszijde probeerden acht er de troon macht uit te oefenen, maar konden zich niet handhaven tegenover de hofministers.

## Regering
Na verloop van tijd kreeg Dragpa Gyaltsen de regering in eigen handen. Volgens Tibetaanse kronieken had hij goede fysieke en intellectuele capaciteiten; hem werd macht, fortuin en wijsheid toegeschreven. Tibet boekte veel vooruitgang in welvaart, wat werd verwoord als U en Tsang werden als één zachte lap zijde.
Behalve twee conflicten in Tsang kende hij een vreedzame regeringsperiode. Anders dan zijn voorgangers die zich tevreden hadden gesteld met de titel desi (regent), werd Dragpa Gyaltsen aangesproken met de koninklijke titels gongma (grote of superieur) en Chögyal (heilige koning). Hij bleef niettemin een lama, trouwde niet en bleef kinderloos.

## Relaties met China
Ming-keizer Hongwu hoorde van zijn aantreden in 1388 en gaf hem de titel Guanding Guoshi. Later zond de keizer hem een zegel van jade met een knop in de vorm van een kop van een draak, samen met 500 ons zilver, drie tooien van zijde, bloemgedecoreerde stoffen, 50 balen met zijde en 200 pond Bashan-thee.
Gedurende de lange regering van Dragpa Gyaltsen reisden continu afgezanten heen en weer. Hij kreeg de titel wang (prins) net als de vorsten van Drigung, Tsedong en Ling. Ze werden door de keizer de vier wang van Tibet genoemd.

## Religieuze beschermheerschap
Gongma Dragpa Gyaltsen werd gezien als een beschermheer van Tsongkhapa (1357-1419), de hervormer van het Tibetaans boeddhisme. Met zijn goedkeuring was het voor Tsongkhapa en diens nabije leerlingen mogelijk de kloosters Ganden (1409), Drepung (1416) en Sera (1419) te stichten, die later zouden uitgroeien tot de drie grootste kloosters van Tibet.
In 1414 nodigde de gongma Tsongkhapa uit om de grondstellingen van zijn school, later bekend als de gelugpa, te onderwijzen in Drashi Dokha. Gendün Drub, een monnik uit Tsang die postuum met terugwerkende kracht zou worden erkend als de eerste dalai lama, woonde de preken consequent bij en werd een leerling van Tsongkhapa.
In 1409 stelden de gongma en zijn minister Neu Namkha Sangpo Tsongkhapa in staat het eerste Mönlamfestival te organiseren in Lhasa. Dit drie weken durende gebedsfestival werd sindsdien jaarlijks gehouden en trekt vele duizenden monniken en pelgrims in Tibet. De gongma ondersteunde niet alleen de gelugsekte, maar luisterde naar een wijde variëteit aan geestelijken zoals de karmapa, de latere rivaal van de gelugsekte.

## Opvolging
Dragpa Gyaltsen overleed in 1432 nadat hij 47 jaar de troon had bezet. Zijn dood werd pas in 1440 in het Ming-hof bekend. Hij werd opgevolgd door zijn neef (oomzegger) Dragpa Jungne, wiens moeder behoorde tot de machtige familie van de Rinpung-dynastie, die in de eeuw erna de macht over Tibet uitoefenden.
Drie jaar na het aantreden van Dragpa Jungne kwam Centraal-Tibet terecht in opvolgingsperikelen en twisten tussen lokale heersers, met het uiteenvallen van de Phagmodru-dynastie tot gevolg.